# Небојша Граховац
Небојша Граховац (11. фебруар 1984) босанскохерцеговачки је рукометаш. Игра на позицији голмана, а тренутно наступа за Шартр.

## Клупска каријера
Као дете је тренирао кошарку, фудбал и рукомет да би се на крају одлучио да буде рукометни голман. Каријеру је почео у локалном клубу Приједор. Након тога јавности је постао познат као дугогодишњи играч Борца, а касније и Босне.
Године 2010. Граховац је прешао у Шамбери. У њему је провео три сезоне, али је због мале минутаже напустио клуб. У марту 2013. године је постао играч Шартра, да би у мају 2016. продужио уговор са клубом.

## Репрезентативна каријера
За репрезентацију Босне и Херцеговине дебитовао је 2006. године против Србије.
Био је у саставу БиХ на СП 2015 и ЕП 2020.

## Трофеји
Борац Бања Лука
- Куп Босне и Херцеговине: 2007.

Босна Сарајево
- Премијер лига Босне и Херцеговине: 2008, 2009, 2010.
- Куп Босне и Херцеговине: 2008, 2009, 2010.

Шартр
- Друга лига Француске: 2019.